# Wheatland (Indiana)
Wheatland és una població dels Estats Units a l'estat d'Indiana. Segons el cens del 2000 tenia 504 habitants.

## Demografia
Segons el cens del 2000, Wheatland tenia 504 habitants, 206 habitatges, i 138 famílies. La densitat de població era de 474,6 habitants/km².
Dels 206 habitatges en un 33,5% hi vivien nens de menys de 18 anys, en un 51,5% hi vivien parelles casades, en un 11,7% dones solteres, i en un 33% no eren unitats familiars. En el 29,1% dels habitatges hi vivien persones soles l'11,7% de les quals corresponia a persones de 65 anys o més que vivien soles. El nombre mitjà de persones vivint en cada habitatge era de 2,43 i el nombre mitjà de persones que vivien en cada família era de 3,01.
Per edats la població es repartia de la següent manera: un 27,2% tenia menys de 18 anys, un 8,5% entre 18 i 24, un 30,2% entre 25 i 44, un 21,6% de 45 a 60 i un 12,5% 65 anys o més.
L'edat mediana era de 37 anys. Per cada 100 dones de 18 o més anys hi havia 94,2 homes.
La renda mediana per habitatge era de 27.174 $ i la renda mediana per família de 36.818 $. Els homes tenien una renda mediana de 28.750 $ mentre que les dones 21.458 $. La renda per capita de la població era de 14.646 $. Entorn del 12,1% de les famílies i el 16,3% de la població estaven per davall del llindar de pobresa.

## Poblacions més properes
El següent diagrama mostra les poblacions més properes.